# Joan van Broekhuizen
Joan van Broekhuizen, född 20 november 1649 i Amsterdam, död 15 december 1707 i Amstelveen, var en nederländsk skald.
Broekhuizen var 1672–97 officer i aktiv krigstjänst, men fick även tillfälle att sköta sina klassisk-filologiska studier, som han på äldre dagar idkade i lugn och ro. Han diktade, med Pieter Corneliszoon Hooft till förebild, ett mindre antal skaldestycken på nederländska, vilka fördelaktigt kännetecknas av nationell ton mitt i förfranskningens tidevarv (de utgavs 1712, med biografi). Mer talrik är samlingen av hans latinska Carmina (1684; ny upplaga, "Poëmata", 1711). Han utgav editioner av Propertius (1702) och Tibullus (1707). Hans Epistolæ selectæ utgavs 1889 och 1893.